# Desmopachria minuta
Desmopachria minuta är en skalbaggsart som beskrevs av Young 1980. Desmopachria minuta ingår i släktet Desmopachria och familjen dykare. Inga underarter finns listade i Catalogue of Life.